# Jean-François Copé

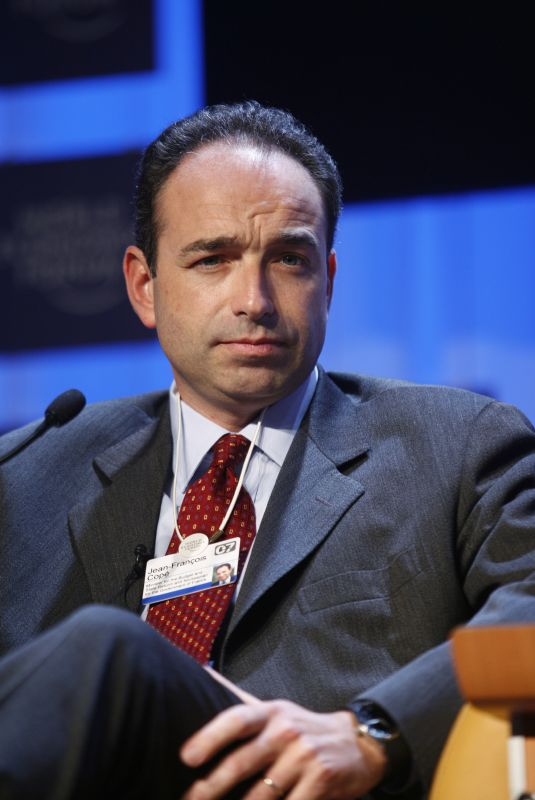
Jean-François Copé.

Jean-François Copé (n. Boulogne-Billancourt, Francia, 5 de mayo de 1964) es un político francés.
Es miembro de Unión por un Movimiento Popular (UMP), del que desde 2012 pasó a ser presidente del partido.
En el gobierno francés, desde 2002 es parlamentario de la Asamblea Nacional de Francia y entre 2005 a 2007 fue Ministro del Presupuesto.
También es Alcalde de Meaux desde 2002.

## Biografía
Nacido en la localidad francesa de Boulogne-Billancourt en el año 1964, es proveniente de familia judía.
En 1989 se licenció en Economía por la Escuela Nacional de Administración de la ciudad de Estrasburgo, que tras finalizar sus estudios universitarios comenzó a trabajar en el sector financiero.
Inició su carrera política en 1993, siendo miembro del partido político Agrupación por la República (RPR).
Años más tarde, el día 19 de junio de 1995 pasó a ser el Alcalde de Meaux hasta el 20 de junio de 2002, al tiempo se volvió a presentar a la elección para la alcaldía donde logró la victoria siendo reelegido en el cargo desde el 1 de diciembre de 2005, cargo que mantiene actualmente.
En política nacional, desde el 26 de junio de 2002 fue elegido como parlamentario en la Asamblea Nacional de Francia. 
Entre el 31 de mayo de 2005 y el 18 de mayo de 2007 fue Ministro del Presupuesto de Francia en el gobierno del presidente Jacques Chirac y el primer ministro Dominique de Villepin.
Durante todos estos años en el 2002 dejó de ser miembro de la Agrupación por la República (RPR) y entró en el partido Unión por un Movimiento Popular (UMP), del que el 17 de noviembre de 2010 fue Secretario General hasta que desde el 19 de noviembre de 2012 fue elegido como nuevo Presidente en sucesión de Nicolas Sarkozy, derrocando en las elecciones internas del partido con un 50,03% de los votos a François Fillon.
Tras las Elecciones legislativas de Francia de 2012, se presentó como candidato a primer ministro donde quedó en segunda posición por detrás Jean-Marc Ayrault.
Se prevé que sea candidato para las siguientes elecciones futuras de Francia.